# AR 推理バトル・ロワイアル
『AR 推理バトル・ロワイアル』（えーあーるすいりばとるろわいある）は、伽古屋圭市による日本の推理小説兼アクション小説。
著者の第3作目となる長編作品で、拡張現実(AR)を舞台としている。

## ストーリー
ARを使った新作ゲームのモニターに参加しないかと幼馴染から持ちかけられた女子高生が、奇妙な館で、生き残りをかけた二日間のバトルに挑む。

## 登場人物
宮嶋加奈
幼馴染から「ARを使った、新作ゲームのモニターに参加しないか？」と持ちかけられ欠金にあえいでいた為参加する事を決意した女子高生。

## 用語
| スタブアイコン | サブスタブ | この項目は、まだ閲覧者の調べものの参照としては役立たない、文学に関連した書きかけの項目です。この項目を加筆・訂正などしてくださる協力者を求めています（P:文学、PJ:ライトノベル）。項目が小説家・作家の場合には{Writer-substub}を、文学作品以外の本・雑誌の場合には{Book-substub}を貼り付けてください。 |